# Jina, Sibiu
Jina (în germană Sinna, Schinna, în maghiară Zsinna) este satul de reședință al comunei cu același nume din județul Sibiu, Transilvania, România.

## Obiectiv memorial

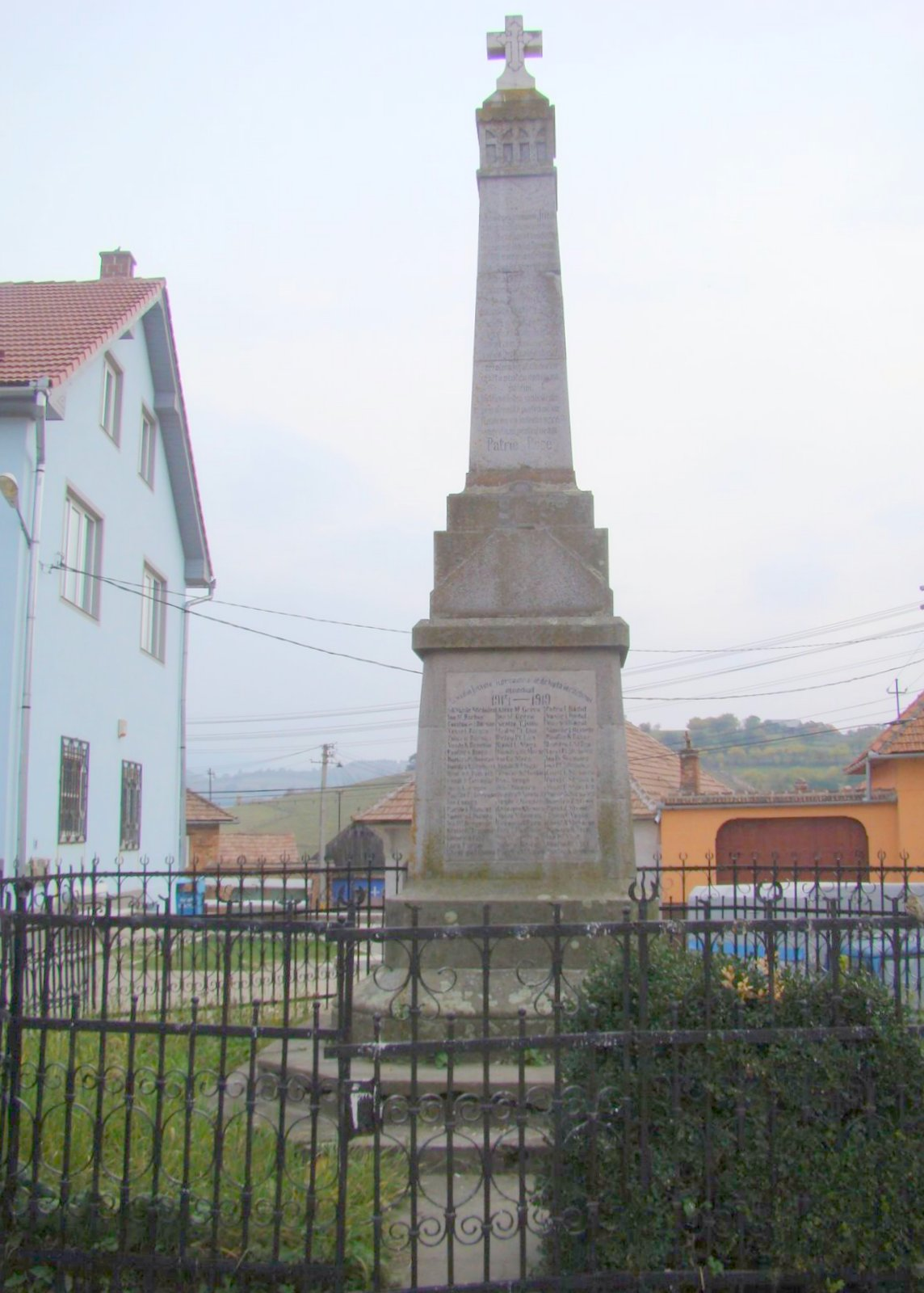

Monumentul Eroilor Români din Primul Război Mondial. Obeliscul, amplasat în centrul comunei, a fost ridicat în anul 1930, din inițiativa învățătorului Ioan V. Nicoară, în cinstea eroilor români. Monumentul este alcătuit dintr-un soclu din piatră și ciment, iar crucea este realizată din marmură. Înălțimea obeliscului este de 6,80 m și este împrejmuit cu un gard din metal. Pe fațada monumentului sunt inscripționate numele a 84 eroi români din Jina morți pe câmpurile de luptă în Primul Război Mondial, numele a 31 eroi români răniți, morți între anii 1914-1918, în spitale și acasă. Inscripția comemorativă aflată pe monument este următoarea: „Cinste vouă eroi cari v-ați vărsat sângele pentru întregirea neamului și cinste vouă jertfe ale datoriei care ați îndurat chinurile morții pentru apărarea Patriei. Jertfa voastră simbolizată prin această piatră ne va fi mereu un îndemn spre sacrificiile pentru Neam, Patrie și Pace”.

## Monumente istorice
- Biserica „Buna Vestire” (1795)
- Edicul "Osuar" cu pictură pe pânză

## Personalități
- Constantin Stezar (n.1814 - d. 1909) - căpitan, a activat în Regimentului I de Graniță de la Orlat (februarie 1949-1 aprilie 1851) dar și în continuatorul acestuia, Regimentul 46 de infanterie (1 aprilie 1851-1 martie 1861); a fost președinte al "Comitetului Administrativ al Fondului Școlar Grăniceresc (1863-1871; 1897-1902)", membru ordinar, apoi fondator al "Astrei"; inspector la Institutul Teologic din Sibiu (1 septembrie 1864 -1 septembrie 1876); casier al ASTREI(1865-1883); reprezentant, consilier și casier al Consistoriului Arhidiecezan Sibiu (1870-1888); membru fondator și ordinar al multor instituții și societăți culturale sibiene (românești și săsești).
- Străulea Dumitru (n.1812 - d. 07/04/1872) în germană Streoulia Demeter, a fost locotenent-major în cadrul regimentului orlățean, fiind comandantul Companiei a VIII-a de la Viștea de Jos și a participat activ la evenimentele din decembrie 1848 de la Bod[2]. La sfârșitul vieții a fost președintele Eforiei școlare din Jina[3]. A murit la vârsta de 60 de ani, în aprilie 1872, fiind înmormântat în cimitirul vechii biserici ortodoxe (azi dispărut)[4].
- Nicolae Barb (n.1875 - d.?)  deputat în Marea Adunare Națională de la Alba Iulia 1918
- Ioan Bogdănel (1858 - 1925), primar, deputat în Marea Adunare Națională de la Alba Iulia 1918
- Constantin Sava (delegat) (1866 - sec. XX-lea), educator, deputat în Marea Adunare Națională de la Alba Iulia 1918
- Nicolae Vlad (1883 - 1928), preot ortodox, deputat în Marea Adunare Națională de la Alba Iulia 1918

## Galerie de imagini

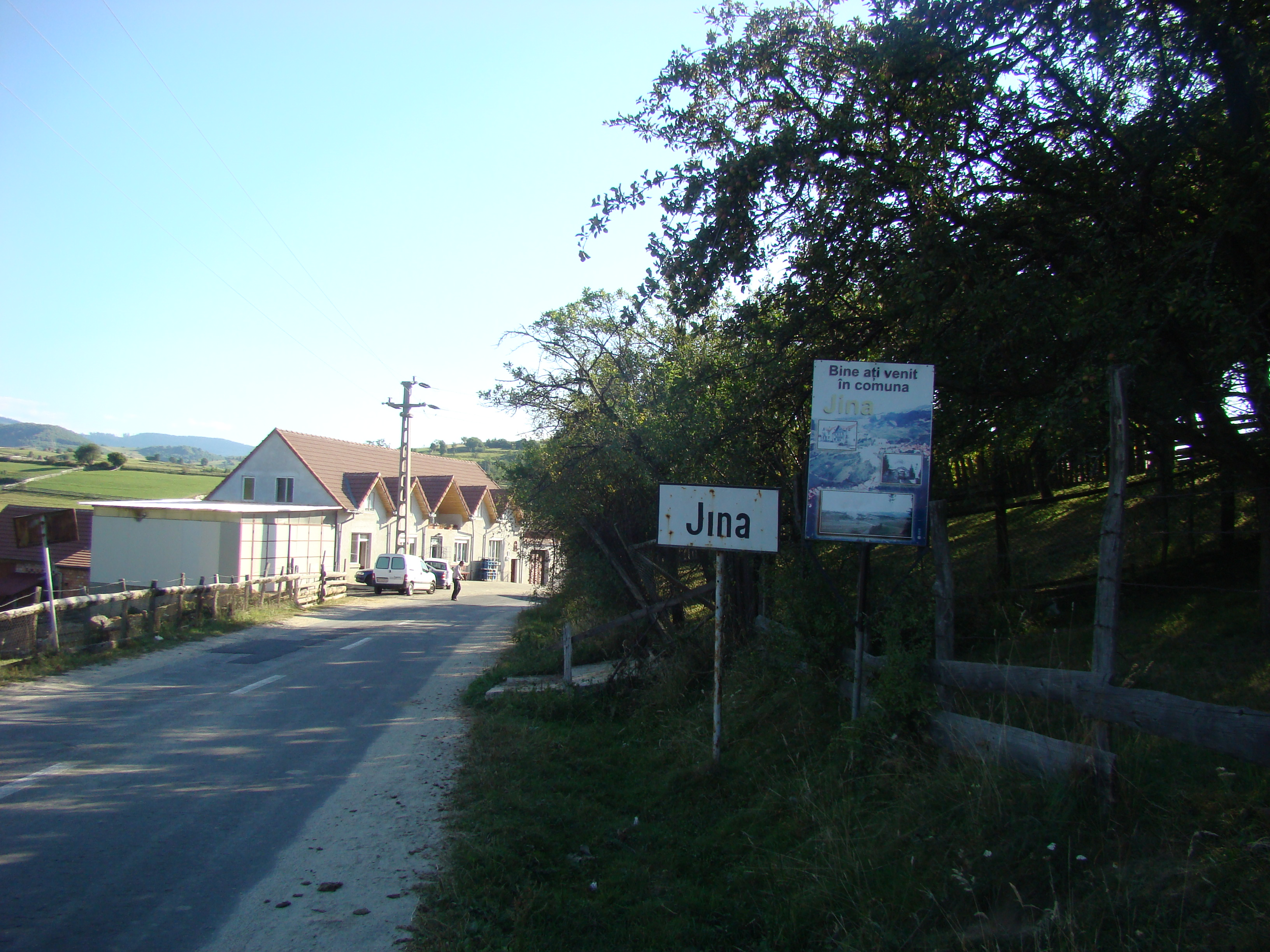
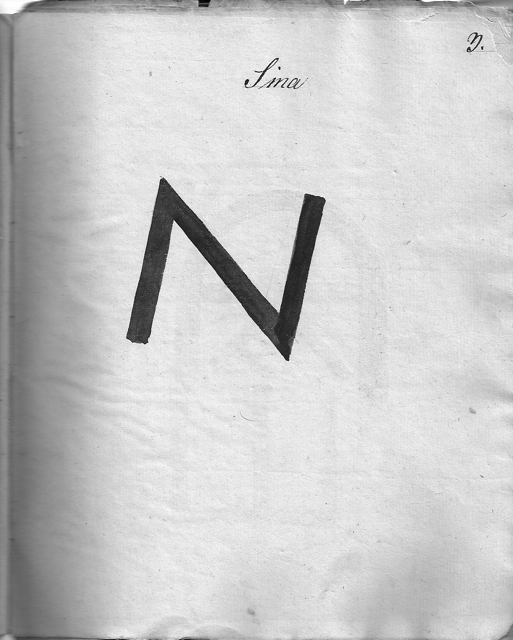
1826 - Danga pentru vitele din Jina
Străulea Dumitru
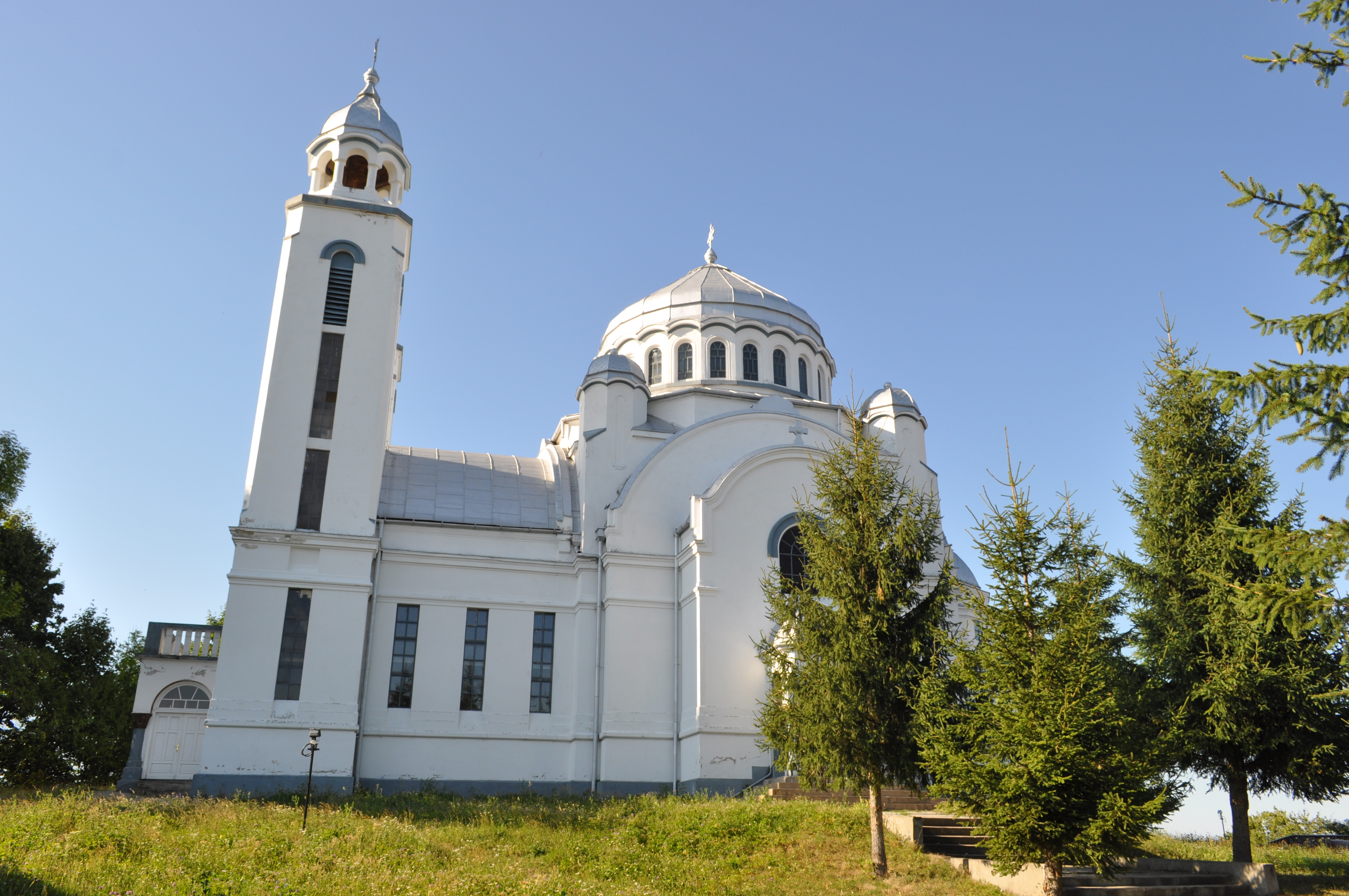
Biserica „Sfinții Arhangheli” (1939)
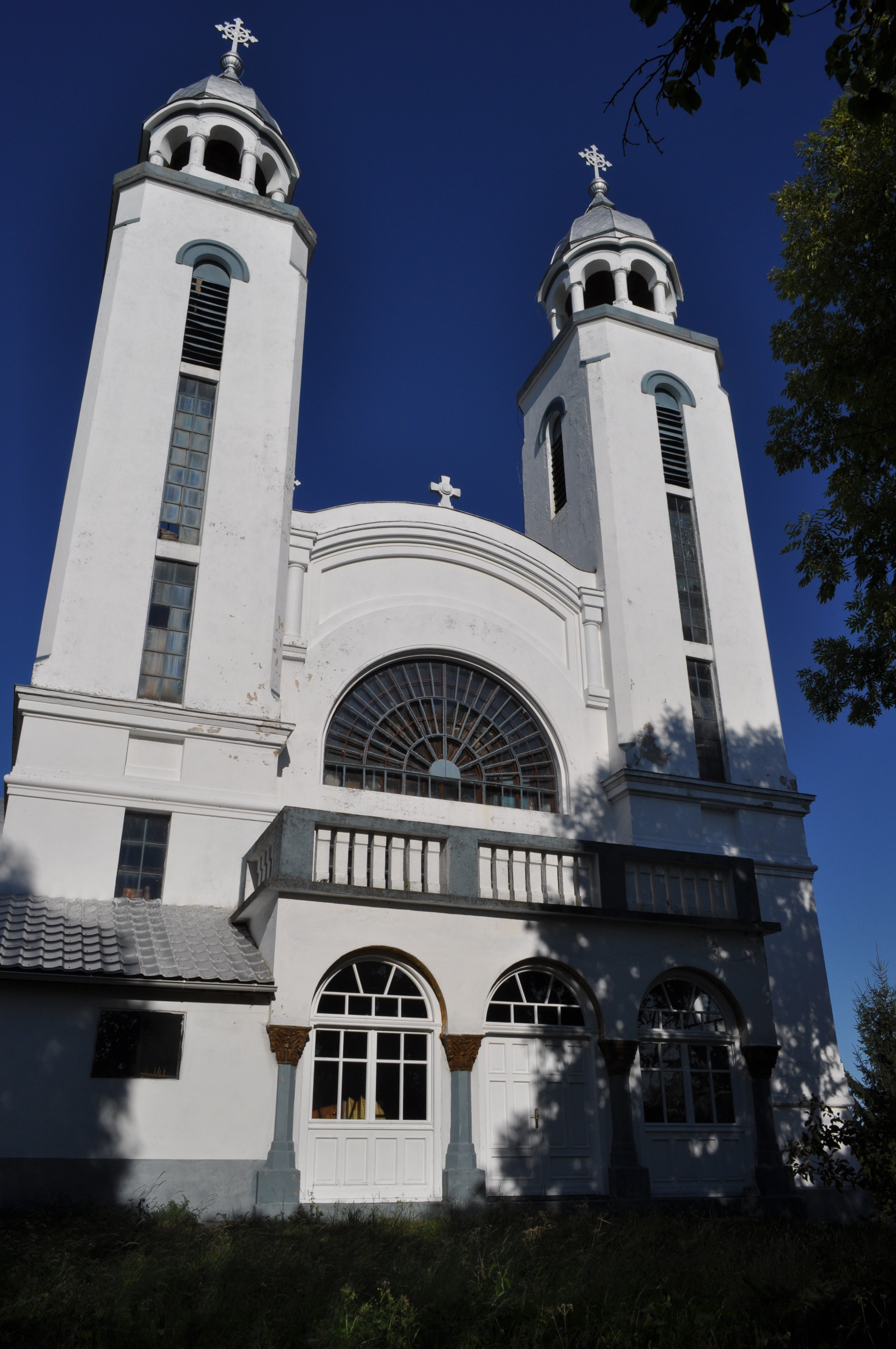
Biserica „Sfinții Arhangheli” (1939)
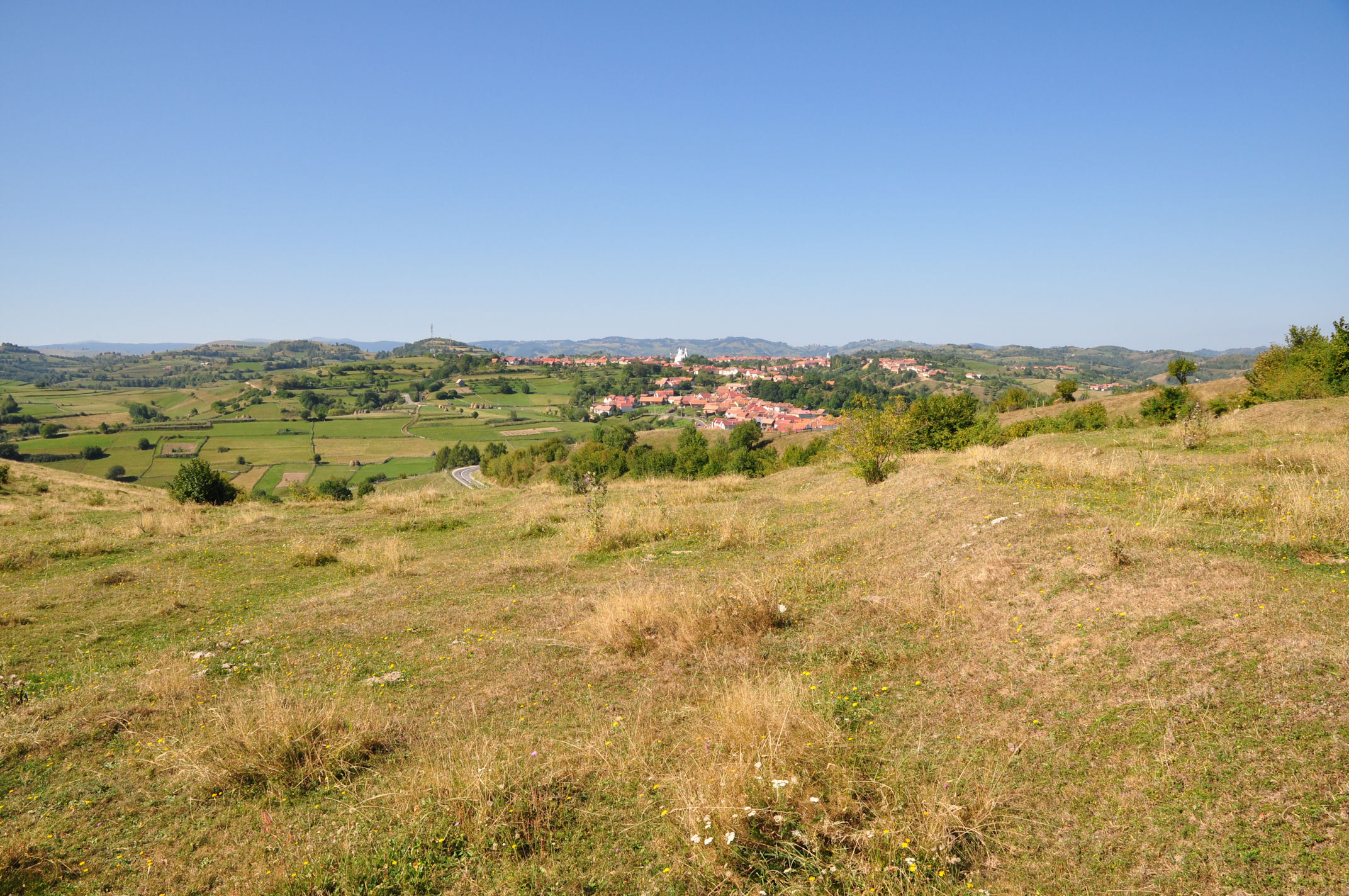
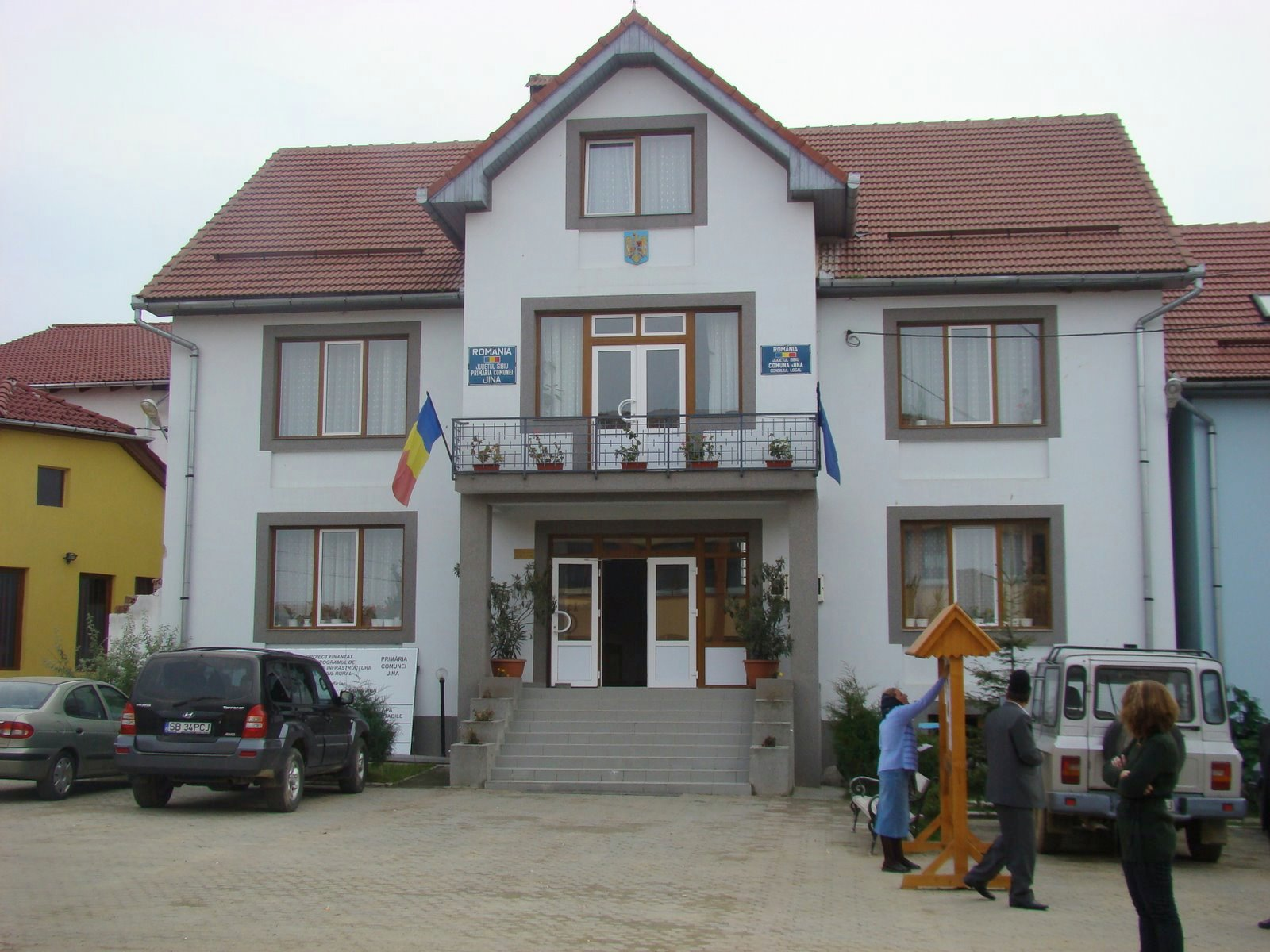
Primăria comunei Jina
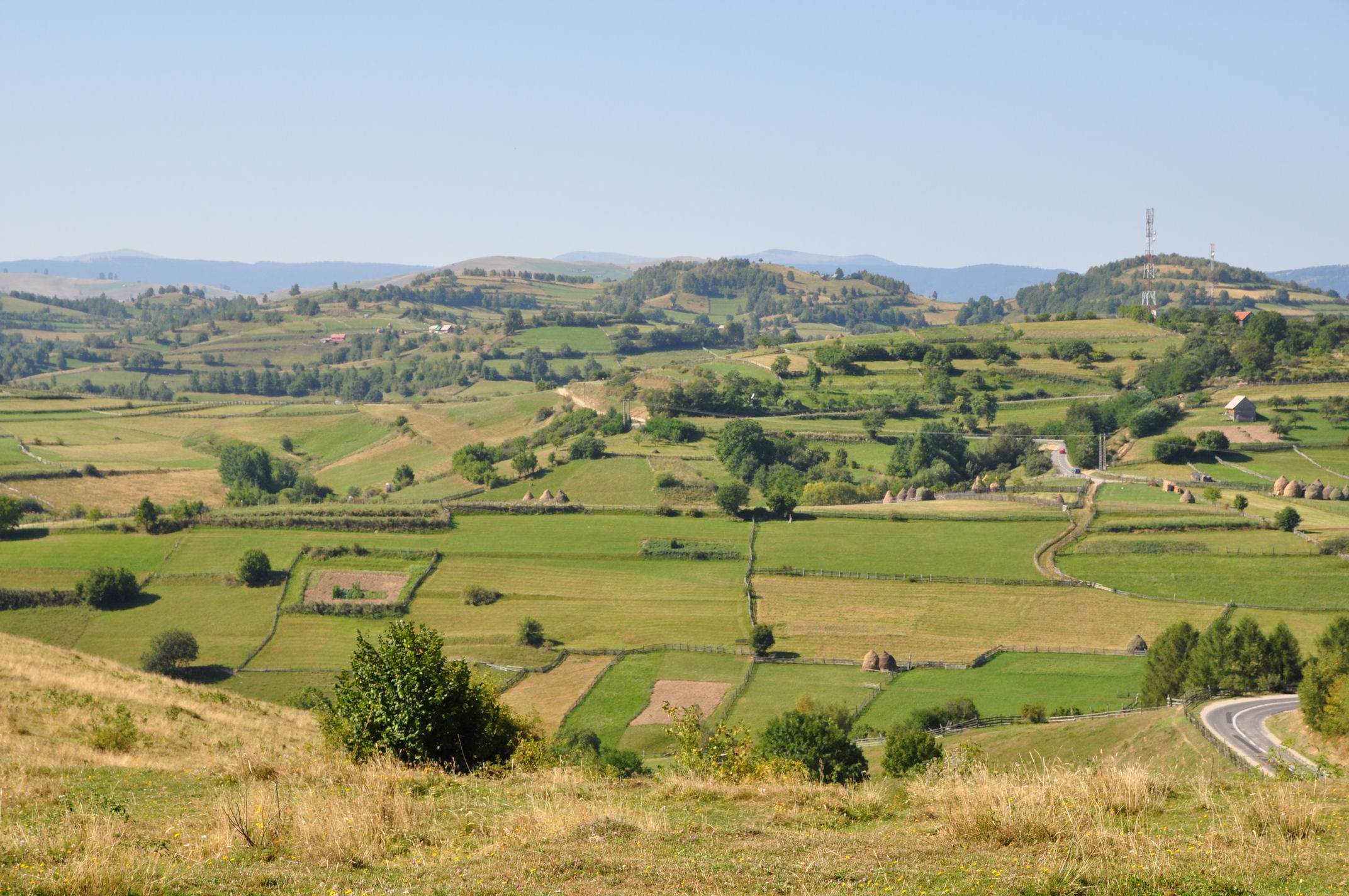